# IC 188
IC 188 ist ein inexistentes Objekt im Sternbild Dreieck am nördlichen Fixsternhimmel im Index-Katalog von dem US-amerikanischen Astronomen Edward Swift am 18. Januar 1890 fälschlicherweise beobachtet wurde.